# Битва при Циссі
Битва при Циссі — битва між карфагенянами і римлянами, яка відбулася на початку Другої Пунічної війни восени 218 року до н. е. на північному сході Іспанії, на південь від грецького міста Таракон (сучасна Таррагона). Римська армія під командуванням Гнея Корнелія Сципіона, маючи двократну перевагу, розгромила карфагенське військо, очолене Ганноном. Внаслідок цієї битви римляни здобули контроль над територією Іспанії на північ від річки Ебро, завойованою карфагенянами літом того же року.

## Стратегічне становище
Після успішного завершення облоги Сагунта Ганнібал Барка, давши армії відпочити, влітку 218 року до н. е. вирушив в похід до Італії. Його військо, за свідченням Полібія, налічувало 90000 піхоти і 12000 кавалерії (Ганс Деллбрук в книзі “Warfare in Antiquity” оцінює її кількість в 46000 піхоти і 11000 кінноти). Літо цього року Ганнібал присвятив завоюванню території північніше Ебро. Підкоривши місцеві племена іберів, але не чіпаючи грецькі міста на узбережжі, Ганнібал покинув Іспанію і вирушив через південну Галлію і Альпи до Італії.
Тим часом Рим приготував дві армії, які мали одночасно вторгнутися до Іспанії і Африки. Армія кількістю 22000 піхоти на 60 квінкверемах з консулом Публієм Корнелієм Сципіоном на чолі мала висадитися в Іспанії; друга армія, очолена консулом Тиберієм Семпронієм Лонгом, мала відплисти на 170 кораблях до Африки.
В той час, як військо Ганнібала перетинало південну Галлію, ескадра Сципіона прибула до союзного грецького міста Массілії (сучасний Марсель). Сципіон вислав кавалерійський патруль вверх по Роні, який зіштовхнувся з близьким за кількістю ар'єргардним загоном нумідійської кінноти з армії Ганнібала; в ході запеклого бою римські кавалеристи відкинули карфагенян і натрапили на покинутий карфагенський табір. Дізнавшись від патруля, що основні сили Ганнібала знаходяться якнайменше в трьох днях маршу від Массілії, Сципіон вирішив не переслідувати його; натомість, він відіслав армію далі до Іспанії, поставивши на чолі свого брата Гнея, а сам повернувся назад для організації оборони в північній Італії.

## Напередодні битви
Гасдрубал Барка, молодший брат Ганнібала, з 12650 піхоти, 2550 кавалерії і 21 слоном залишався в Іспанії для охорони карфагенських володінь південніше Ебро; територію на північ від річки контролював якийсь Ганнон з 10000 піхоти і 1000 кінноти. Щодо походження Ганнона свідчення джерел розходяться: деякі автори вважають його Ганнібаловим племінником (сином Гасдрубала Справедливого) чи братом, інші вважають, що цей генерал не належав до родини Барка.
Гней Корнелій Сципіон відплив з Массілії і висадився в Емпоріях в північній Іспанії. Грецькі міста Емпорії і Тарракон привітали римлян, і Гней почав привертати на свою сторону місцеві племена, що жили північніше Ебро. Гасдрубал Барка, дізнавшись про висадку римлян, з 8000 піхоти і 1000 кавалерії вирушив на з'єднання з Ганноном.

## Битва
Для Ганнона прибуття римлян до Іспанії стало цілковитою несподіванкою. Відчуваючи, що внаслідок активності Сципіона він втрачає контроль над північними іберськими племенами, він вирішив дати римлянам бій. Військо Ганнона вирушило маршем на Тарракон і атакувало римлян біля містечка Цисса (чи Кісса), неподалік від Тарракона на південь від міста. В цієї битві не було блискучих тактичних маневрів чи нападів з засідки, війська просто вишикувались в бойовий порядок і атакували фронтом. Маючи перевагу два на одного, римляни здобули легку перемогу. Карфагеняни втратили приблизно 6000 осіб, та ще й римлянам пощастило захопити карфагенський табір, взявши в полон ще 2000 карфагенян, в тому числі самого Ганнона, і захопивши весь обоз і казну, які Ганнібал вирішив залишити в Іспанії. Серед полонених був також Індібіл, ватажок впливового іберського племені ілергетів, яке займало територію на північ від Ебро біля підніжжя Піренеїв; в майбутньому Індібіл ще неодноразово буде битися з римлянами і створить їм багато проблем в цій війні. Римляни також взяли штурмом містечко Цисса, але не знайшли в ньому великої здобичі.

## Наслідки
Внаслідок перемоги Гней Сципіон став володарем Іспанії на північ від Ебро. Гасдрубал, який прибув пізно, щоб підтримати Ганнона, і не маючи достатньо війська, щоб атакувати римлян самотужки, замість цього перетнув річку і здійснив рейд по римським тилам силами летючих загонів легкої кавалерії і допоміжної піхоти. Цей рейд захопив зненацька фуражирів римського флоту і завдав їм значних втрат, фактично залишивши без екіпажів 25 римських кораблів з 60. Попри те, римська ескадра зоставалася достатньо сильною, щоб загрожувати берегам карфагенської Іспанії. Покаравши командування ескадри за відсутність належної дисципліни, Сципіон відтягнув армію на зимові квартири в Тарракон. Гасдрубал, підсиливши гарнізони кількох союзних міст на південь від Ебро, решту армії відвів на зиму до Нового Карфагену (сучасна Картахена).
Перемогою при Циссі римляни зміцнили свій престиж серед довколишніх іберських племен; позиції карфагенян серед них значно похитнулися. Також римляни перерізали лінію комунікації італійської армії Ганнібала з карфагенськими володіннями в Іспанії. Якщо б Ганнону пощастило виграти цю битву, Ганнібал був би здатен отримати підкріплення з Іспанії вже на початку 217 року, що могло докорінно змінити весь подальший хід війни. Перемога при Циссі дала Сципіонові те ж саме, що дала Ганнібалу в Італії перемога при Требії — привернувши на свою сторону частину місцевих племен, які взяли на себе тилове забезпечення і підсилювали військо загонами найманців і рекрутів, він створив собі базу для подальших операцій на території противника. Однак на відміну від Ганнібала Сципіон не ставив собі метою якнайскоріший розгром ворога, зосередившись на обмеженіших стратегічних задачах: укріпленні своїх позицій посеред ліній карфагенських наземних комунікацій і запобіганні отриманню Ганнібалом підкріплень з Іспанії; до того ж, знову на відміну від Ганнібала, свої комунікації з метрополією, які здійснювалися морем, римляни зберегли в цілості. Замість рішучого наступу Сципіон зайнявся налагодженням стосунків з іспанськими племенами і зміцненням своїх іспанських завоювань, а також рейдами вглиб карфагенської території. Така стратегія заклала основу майбутньої перемоги римлян над карфагенянами спочатку в Іспанії, а потім і в Африці.